# Arí
Arí (Ari) är en ort i Grekland.   Den ligger i prefekturen Nomarchía Anatolikís Attikís och regionen Attika, i den sydöstra delen av landet, 30 km sydost om huvudstaden Aten. Arí ligger 49 meter över havet och antalet invånare är 208.
Terrängen runt Arí är huvudsakligen kuperad, men åt sydväst är den platt.  Närmaste större samhälle är Koropí, 19,4 km nordväst om Arí. Omgivningarna runt Arí är i huvudsak ett öppet busklandskap.